# Sole nudo
Pour plus de détails, voir Fiche technique et Distribution.
Sole nudo (littéralement « soleil nu ») est une comédie italo-brésilienne de Tonino Cervi sortie en 1984.

## Synopsis
Luca Adami, en proie à des problèmes financiers, s'enfuit de Rome grâce à l'aide d'un ami et arrive à Rio de Janeiro où il connaîtra plusieurs mésaventures.
Désespéré, il veut se suicider, mais il rencontre une belle jeune fille des favelas qui devient son guide dans la ville et lui en fait découvrir les ruelles et les coins les plus méconnus. Ainsi, et également grâce à l'aide du mystérieux serveur de l'hôtel, il renaîtra.
Le film se termine tôt le matin sur la plage de Copacabana par une danse sensuelle au bord de la mer.

## Fiche technique
- Titre : Sole nudo
- Réalisation : Tonino Cervi
- Scénario : Tonino Cervi, Riccardo Aragno
- Directeur de la photographie : Alfio Contini
- Pays d'origine :  Italie /  Brésil
- Langue : italien, portugais
- Durée : 107 minutes
- Date de sortie : Italie : 30 octobre 1984

## Distribution
- Bebeto Alves (pt)
- Tânia Alves : Regina
- Eliana Araujo : la mulâtresse
- Isaura De Assis
- Paolo Bonacelli : le serveur de l'hôtel
- David Brandon (it) : Luca Adami
- Carlos de Carvalho : le directeur
- Dennis De Carvalho (pt) : De Bernardi
- Antonio Maimone : Giovanni
- Girolamo Marzano : Fabio